# Baby Blues
För förlossningspsykos, se Postpartumpsykos
Baby Blues, amerikansk dagspresserie av Jerry Scott och Rick Kirkman med premiär den 7 januari 1990. 
Serien finns utgiven bland annat i serietidningen SeriePressen Comic Magazine av serietidningsförlaget Formatic Press 1993-1994.